# Bandit Rock

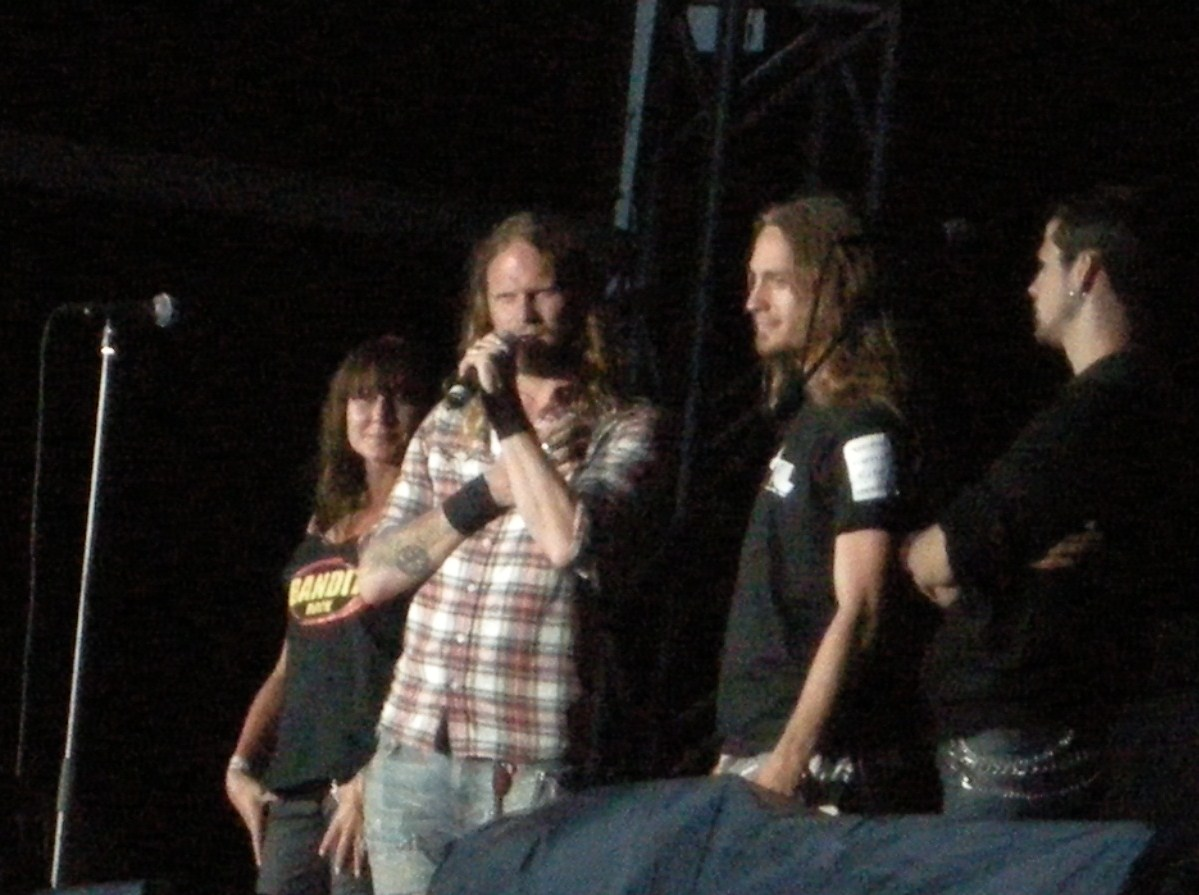
Bandit Rocks programledare Sanna Stenvall, Danne McKenzie, André Warnie och Peter Kjellin vid Sonisphere 2009

Bandit Rock är en radiostation som blandar ny rock med de största klassiska låtarna inom rock, metal och punk. Stationen ingår i Viaplay Group. Stationen inledde sina sändningar i Stockholm den 1 november år 2004 och expanderade till att även omfatta Södertälje under februari 2005. Med start den 1 juli 2010 gjordes kanalen tillgänglig för stora delar av Östergötland och övre Norrland, som senare lades ned. Mellan åren 2011 och 2014 sände Bandit Rock i Helsingör, Danmark på frekvensen 104.7 Sedan 1 augusti 2018 sänder Bandit Rock på frekvenserna 101.9 i Stockholm samt 101.1 i Uppsala.
Bandit vann kategorin Årets PLR-station vid Stora Radiopriset 2006.
Under 1990-talet fanns en rockstation med liknande namn, Bandit 105.5. Den sände mellan 30 januari 1994 och 15 mars 1996.
Bandit Rock vann "Guldörat" 2020 i kategorin "Årets Radioupplevelse" för "Trick or Treat - 10 fester på 10 timmar!". Utöver att sända radio arrangerar stationen även events som bl.a. Bandit Rock Awards, Bandit Rock Party och Bandit Boat.
Kanalen sänder bland annat programmen Morgonshowen med Bollnäs-Martin & Richie Puzz, Bandit Rock Party & Bandit Rock-Krysset.

## Programledare

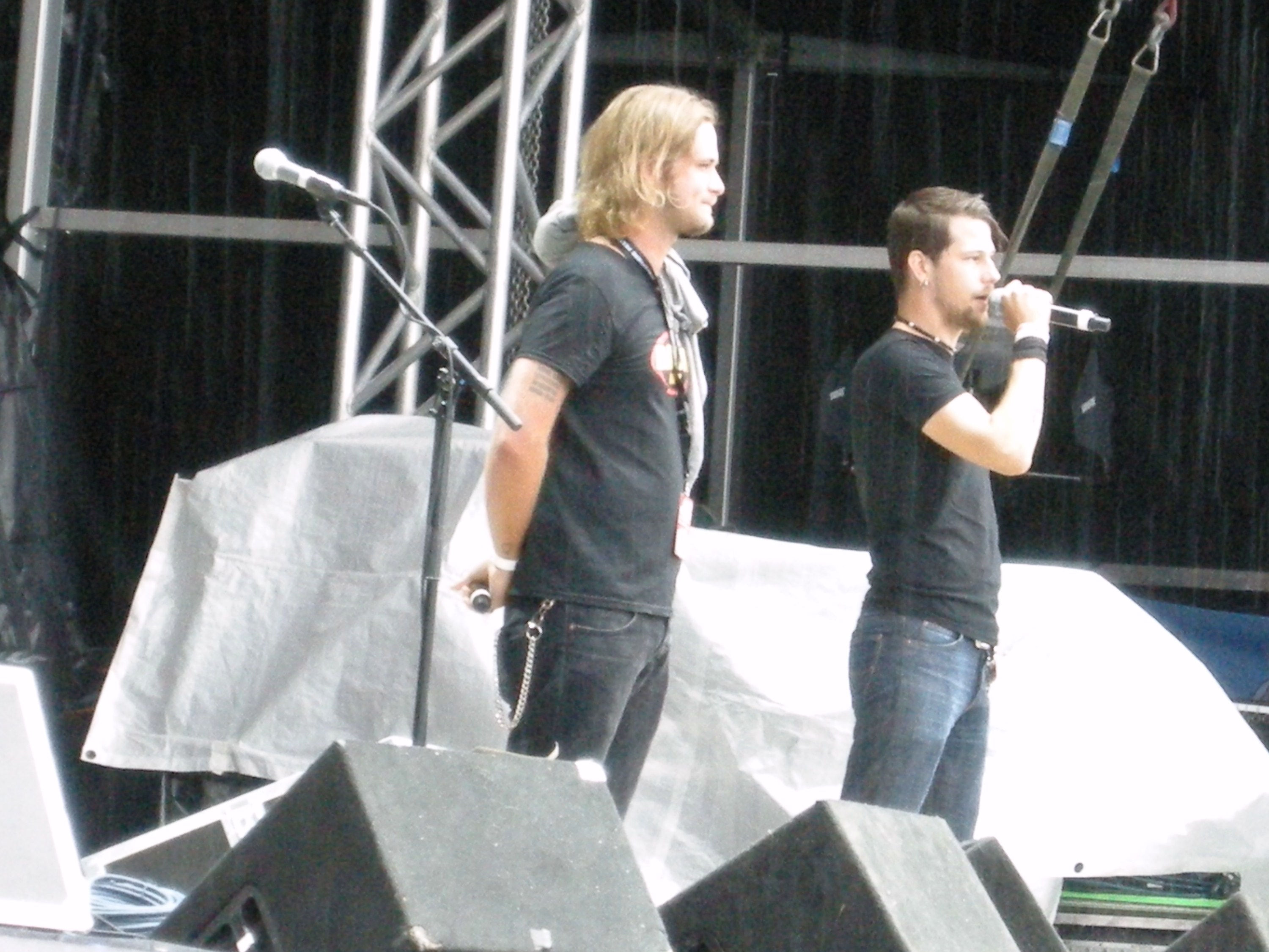
Martin Boman och Peter Kjellin vid Sonisphere Stockholm 2010

- Bollnäs-Martin: Sänder morgonshowen tillsammans med Richie Puzz mån-fre 06-10 samt solo på lördagar & söndagar 09-14.
- Richie Puzz: Sänder morgonshowen tillsammans med Bollnäs-Martin mån-fre 06-10 samt Bandit Rock Party på fredagar 15-19.
- Sanna Stenvall: Sänder förmiddagar, vardagar, mellan 10 och 14.
- Sheriffen: Sänder eftermiddagar mån-tor 14-19 samt Bandit Rock Party på fredagar 15-19. Han sänder även söndagar 14-21.
- Jonas: Sänder mellan 19 och 00 mån-tor samt gästar ofta Bandit Rock Party på fredagar 15-19. Han sänder även lördagar 14-21.
- Program- & marknadschef: Anders Mannio (även vikarierande programledare).

Tidigare programledare: Bl.a. Peter Kjellin, Danne McKenzie, Nicke Borg, Anders Hafslund & Andre Warnie.

## Utsändningar

### FM-radio
- Stockholm: 101.9
- Uppsala: 101.1

### DAB och digitala plattformar
Bandit Rock kan höras i Viaplays digitalradionät i Stockholm, Göteborg, Malmö, Uppsala och Gävle. Där sänds även systerkanalen Bandit Classic Rock. Bandit Rock kan också höras via Viaplay Radios hemsida och app.